# Mary Murphy
Mary Murphy (Washington, 26 gennaio 1931 – Los Angeles, 4 maggio 2011) è stata un'attrice statunitense.

## Biografia
Nata a Washington, Mary Murphy trascorse gran parte della sua infanzia a Cleveland (Ohio). Alla morte del padre James Victor Murphy, avvenuta nel 1940, lei e la madre si trasferirono in California, prima a Los Angeles e successivamente a Long Beach. Vincitrice di alcuni concorsi di bellezza, all'inizio degli anni cinquanta la Murphy fu messa sotto contratto dalla Paramount Pictures e iniziò ad apparire in brevi ruoli non accreditati in film come Quando i mondi si scontrano (1951), Donne verso l'ignoto (1951), Attente ai marinai! (1952), con Dean Martin e Jerry Lewis, Il mago Houdini (1953).
Nel 1953 la carriera della Murphy decollò definitivamente grazie al film Il selvaggio di László Benedek, in cui interpretò il ruolo di Kathie Bleeker, la giovane figlia dello sceriffo locale che si innamora di Johnny (Marlon Brando), capo di una banda di motociclisti ribelli. Le riprese del film durarono 24 giorni, e la Murphy lavorò a suo agio con Brando, a partire dalla prima scena in cui Johnny parla per la prima volta con la cameriera Kathie nel caffè locale, ed entrambi improvvisarono un dialogo differente da quello previsto dalla sceneggiatura. La spontaneità delle reazioni della Murphy al nuovo dialogo, visibilmente nervosa ma attratta dal personaggio di Johnny, risultò convincente e funzionale alla sequenza. Il film non fu un grande successo al botteghino, ma influenzò profondamente le giovani generazioni di spettatori, che presero a modello il personaggio e i manierismi di Brando.
Dopo Il selvaggio, la Murphy ottenne numerosi altri ruoli rilevanti, in film come Missione suicidio (1954), in cui interpretò il ruolo di Nina Bouchard, figlia di un francese che si unisce a due marines (Tony Curtis e Frank Lovejoy) in missione su un'isola controllata dai giapponesi durante l'ultima guerra. Tra gli altri titoli da lei interpretati, da ricordare l'horror Il mostro delle nebbie (1954), al fianco di Vincent Price, il western La strage del 7º Cavalleggeri (1955), nel quale impersonò la ragazza innamorata di un ufficiale (Dale Robertson) che favorisce la conciliazione tra il governo americano e i Sioux dopo la disfatta di Little Big Horn; l'avventura Il demone dell'isola (1955), in cui impersonò una donna senza scrupoli che non esita a uccidere pur di impossessarsi di un prezioso rubino attorno al quale ruota la vicenda; il drammatico Ore disperate (1955), in cui interpretò il ruolo della figlia di Fredric March, presa in ostaggio con la famiglia da una banda di evasi capeggiata da Humphrey Bogart.
Nel 1956 l'attrice partecipò a una produzione britannica, L'amante misteriosa, per la regia di Joseph Losey, in cui impersonò la misteriosa Evelyn Stewart, autrice di una serie di lettere in cui asserisce di essere stata l'amante di un cineasta americano (Richard Basehart), trasferitosi da Hollywood a Londra e divenuto direttore dello stabilimento cinematografico del suocero. Ugualmente di produzione britannica fu l'horror Il terrore non ha confini (1957), in cui la Murphy recitò accanto a Rod Cameron.
Nella seconda metà degli anni cinquanta, l'attrice iniziò a lavorare anche per la televisione ed apparve in numerose serie all'epoca popolari, come I detectives (1959), Laramie (1961), Alfred Hitchcock presenta (1961), e Perry Mason (1962), continuando durante tutti gli anni sessanta a frequentare il piccolo schermo. Sporadiche le sue apparizioni cinematografiche nel decennio, limitate alla commedia 20 chili di guai!... e una tonnellata di gioia (1962) e il biografico Jean Harlow, la donna che non sapeva amare (1965).
Dopo un'assenza dalle scene di circa quattro anni, la Murphy riapparve sul grande schermo nel 1972 con il western moderno L'ultimo buscadero di Sam Peckinpah, in cui recitò accanto a Steve McQueen. Successivamente lavorò ancora per il piccolo schermo in alcuni film per la tv e nelle serie poliziesche Le strade di San Francisco (1974) e Ironside (1973-1974), che segnarono il suo definitivo addio alle scene.

## Vita privata
Il 4 giugno 1956 la Murphy si sposò a Yuma (Arizona) con l'attore Dale Robertson, conosciuto due anni prima sul set del western La strage del 7º Cavalleggeri, ma il matrimonio venne annullato solamente dopo sei mesi in quanto la Murphy affermò che il marito non voleva figli.
Dal secondo matrimonio nel 1962 con Alan Specht, conclusosi con un altro divorzio nel 1967, la Murphy ebbe la sua unica figlia, Stephanie, nata nel 1967.
L'attrice morì nella sua casa di Beverly Hills il 4 maggio 2011, all'età di 80 anni per un attacco di cuore.

## Filmografia

### Cinema
- Il ratto delle zitelle (The Lemon Drop Kid), regia di Sidney Lanfield e, non accreditato, Frank Tashlin (1951)
- Quando i mondi si scontrano (When Worlds Collide), regia di Rudolph Maté (1951)
- La mia donna è un angelo (Darling, How Could You!), regia di Mitchell Leisen (1951)
- Donne verso l'ignoto (Westward the Women), regia di William A. Wellman (1951)
- L'avventuriera di Tangeri (My Favorite Spy), regia di Norman Z. McLeod (1951)
- Attente ai marinai! (Sailor Beware), regia di Hal Walker (1952)
- Amore e petrolio (Aaron Slick from Punkin Creek), regia di Claude Binyon (1952)
- La città atomica (The Atomic City), regia di Jerry Hopper (1952)
- Gli occhi che non sorrisero (Carrie), regia di William Wyler (1952)
- Furore sulla città (The Turning Point), regia di William Dieterle (1952)
- Polizia militare (Off Limits), regia di George Marshall (1953)
- Il mago Houdini (Houdini), regia di George Marshall (1953)
- Main Street to Broadway, regia di Tay Garnett (1953)
- Il selvaggio (The Wild One), regia di László Benedek (1953)
- Missione suicidio (Beachhead), regia di Stuart Heisler (1954)
- La fossa dei dannati (Make Haste to Live), regia di William A. Seiter (1954)
- Il mostro delle nebbie (The Mad Magician), regia di John Brahm (1954)
- La strage del 7º Cavalleggeri (Sitting Bull), regia di Sidney Salkow (1954)
- Il demone dell'isola (Hell's Island), regia di Phil Karlson (1955)
- Ore disperate (The Desperate Hours), regia di William Wyler (1955)
- Gli ostaggi (A Man Alone), regia di Ray Milland (1955)
- Il mio amante è un bandito (The Maverick Queen), regia di Joseph Kane (1956)
- L'amante misteriosa (The Intimate Stranger), regia di Joseph Losey (1956)
- Il terrore non ha confini (Escapement), regia di Montgomery Tully e David Paltenghi (1958)
- Live Fast, Die Young, regia di Paul Henreid (1958)
- La febbre del delitto (Crime & Punishment, U.S.A.), regia di Denis Sanders (1959)
- Two Before Zero, regia di William D. Faralla (1962)
- 20 chili di guai!... e una tonnellata di gioia (40 Pounds of Trouble), regia di Norman Jewison (1962)
- Jean Harlow, la donna che non sapeva amare (Harlow), regia di Gordon Douglas (1965)
- L'ultimo buscadero (Junior Bonner), regia di Sam Peckinpah (1972)
- Footsteps, regia di Paul Wendkos (1972) - film tv
- I Love You... Good-bye, regia di Sam O'Steen (1974)
- The Stranger Who Looks Like Me, regia di Larry Peerce (1974) - film tv
- La ragazza del riformatorio (Born Innocent), regia di Donald Wrye (1974) - film tv
- Katherine, regia di Jeremy Kagan (1975) - film tv

### Televisione
- Cavalcade of America – serie TV, 1 episodio (1956)
- Schlitz Playhouse of Stars – serie TV, 1 episodio (1957)
- Carovane verso il West (Wagon Train) – serie TV, 1 episodio (1958)
- The Restless Gun – serie TV, episodio 2x28 (1959)
- I detectives (The Detectives) – serie TV, episodio 1x11 (1959)
- The Millionaire – serie TV, 1 episodio (1960)
- Black Saddle – serie TV, 1 episodio (1960)
- The Tab Hunter Show – serie TV, 1 episodio (1960)
- The Westerner – serie TV, 1 episodio (1960)
- Hong Kong – serie TV, episodio 1x21 (1961)
- Laramie – serie TV, 2 episodi (1961)
- The Rebel – serie TV, 1 episodio (1961)
- Alfred Hitchcock presenta (Alfred Hitchcock Presents) – serie TV, 1 episodio (1961)
- The Investigators – serie TV, 1 episodio (1961)
- Alcoa Premiere – serie TV, 1 episodio (1961)
- Perry Mason – serie TV, 1 episodio (1962)
- The Lloyd Bridges Show – serie TV, 1 episodio (1963)
- The Dick Powell Show – serie TV, episodio 2x19 (1963)
- Il dottor Kildare (Dr. Kildare) – serie TV, 1 episodio (1963)
- Redigo – serie TV, 1 episodio (1963)
- Sotto accusa (Arrest and Trial) – serie TV, episodio 1x15 (1964)
- Breaking Point – serie TV, 1 episodio (1964)
- The Outer Limits – serie TV, 1 episodio (1965)
- Il fuggiasco (The Fugitive) – serie TV, 1 episodio (1965)
- Honey West – serie TV, episodio 1x05 (1965)
- Tre nipoti e un maggiordomo (Family Affair) – serie TV, 1 episodio (1966)
- Laredo – serie TV, 1 episodio (1967)
- Death Valley Days – serie TV, 1 episodio (1967)
- Le spie (I Spy) – serie TV, 1 episodio (1968)
- Ghost Story – serie TV, 1 episodio (1972)
- Le strade di San Francisco (The Streets of San Francisco) – serie TV, 1 episodio (1974)
- Ironside – serie TV, 2 episodi (1973-1974)

## Doppiatrici italiane
- Maria Pia Di Meo in La fossa dei dannati, Ore disperate, Il mio amante è un bandito, La febbre del delitto
- Fiorella Betti in Il selvaggio, Missione suicidio
- Rosetta Calavetta in La strage del 7º Cavalleggeri
- Rina Morelli in Il demone dell'isola
- Miranda Bonansea in Gli ostaggi
- Elettra Bisetti in Il vento che accarezza l'erba